# 中国共产党政务院党组
中国共产党政务院党组，是中国共产党在中央人民政府政务院成立的党组。

## 沿革
1949年11月，中共中央作出《关于在中央人民政府内建立中国共产党党组的决定》，规定为了实现和加强中共中央对中央人民政府的领导，以便统一并贯彻中共中央的政治路线和政策的执行，特依据《中国共产党章程》规定在中央人民政府政务院成立党组。中央人民政府最高人民法院、中央人民政府最高人民检察署成立联合党组。党组设干事会，统一领导全党组的经常工作。政务院政治法律委员会、政务院财政经济委员会、政务院文化教育委员会、政务院人民监察委员会4个系统设4个分党组。在分党组内可以设分干事会，并且依所属各部、会、院、署、行及直属的重要的局划分小组。政务院直属的部、会、署、厅、局得分设小组。政务院党组与最高人民法院、最高人民检察署联合党组之间没有领导关系，均分别直属中共中央政治局领导。凡中共中央一切有关政府工作的决定，政务院党组必须保证执行。《决定》还规定，在中央人民政府委员会、中央人民政府人民革命军事委员会、中国人民政治协商会议全国委员会担任负责工作的党员中间不设党组，由中共中央政治局直接领导。
1949年11月9日，根据中共中央政治局《关于在中央人民政府内建立中国共产党党组的决定》，中国共产党政务院党组成立，直属中共中央政治局领导。同时，设立中国共产党政务院党组干事会，担负政务院党组的经常工作。政务院党组干事会直属中共中央政治局及中共中央书记处领导。1952年8月25日，政务院党组干事会改组，更名为中国共产党中央人民政府党组干事会。1953年3月24日，中央人民政府党组干事会撤销。

## 历任领导
| 书记 - 周恩来（1949年11月—1954年9月） | 副书记 - 董必武（1949年11月—1954年9月） - 陈云（1949年11月—1954年9月） |

## 附：政务院机关党组
1950年，中国共产党政务院直属党组小组成立。1953年更名中国共产党政务院机关党组。1955年1月撤销。
中央人民政府政务院直属党组小组
| 书记 - 齐燕铭（1950年—1953年） | 副书记 - 廖鲁言（1950年—1953年） - 孙志远（1950年—1953年） - 张唯一（1951年—1953年） |

中央人民政府政务院机关党组
| 书记 - 齐燕铭（1953年—1955年1月） | 副书记 - 廖鲁言（1953年—1955年1月） - 孙志远（1953年—1955年1月） - 张唯一（1953年—1955年1月） |